# Best of Gloria Estefan
Best of Gloria Estefan – składankowy  album piosenkarki Glorii Estefan, z 1998 roku. Składanka ukazała się jedynie we Francji i w Szwajcarii.

## Lista utworów
1. "Conga"
2. "Dr. Beat"
3. "Anything For You"
4. "1-2-3"
5. "Rhythm Is Gonna Get You"
6. "Here We Are"
7. "Don't Wanna Lose You"
8. "Get on Your Feet"
9. "Oye mi Canto (Hear my Voice)" (wersja hiszpańska)
10. "Coming Out of the Dark"
11. "Con Los Años Que Me Quedan"
12. "Mi Tierra"
13. "Montuno"
14. "Ayer"
15. "Abriendo Puertas"
16. "Everlasting Love"